# Michael Mando
Pour les articles homonymes, voir Mando (homonymie).
 (janvier 2013).
Si vous disposez d'ouvrages ou d'articles de référence ou si vous connaissez des sites web de qualité traitant du thème abordé ici, merci de compléter l'article en donnant les références utiles à sa vérifiabilité et en les liant à la section « Notes et références ».
Michael Mando, né le 13 juillet 1981  à Québec, au Canada, est un acteur, écrivain et metteur en scène de formation théâtrale classique et contemporaine canadien.
Il est principalement connu pour avoir incarné Nacho Varga, l'un des personnages principaux de la série Better Call Saul et pour avoir servi de modèle et réalisé le doublage français et anglais de Vaas Montenegro, le principal antagoniste de Far Cry 3.

## Enfance et adolescence
Michael Mando est né le 13 juillet 1981  à Québec au Canada. Deuxième de trois garçons,, il a été élevé par son père. Leur famille a beaucoup voyagé et vécu dans plus de dix villes, sur quatre continents et dans plus de trente-sept maisons différentes, cela avant ses 10 ans. Sa langue maternelle est le français, il parle aussi l'anglais couramment et a des notions d'espagnol.

## Formation
Michael Mando a étudié de nombreux domaines, dont les relations internationales à l'Université de Montréal, avant de découvrir les arts de la scène au Dome Theatre Program (Collège Dawson) en 2004. Malgré l'absence de formation préalable, Mando tient le rôle masculin principal dans les cinq productions du programme. En 2007, il obtient un diplôme d'excellence. Il joue Orlando dans la pièce de William Shakespeare Comme il vous plaira, le professeur Katz dans Pentecôte de David Edgar et Valentine Xavier dans La Descente d'Orphée de Tennessee Williams. Quand Mando obtient son diplôme, Steven W. Lecky, le président du programme, dit de lui qu'il est « l'un des plus beaux talents à émerger du programme au cours de ces 25 dernières années ».

## Carrière d'acteur
Après avoir joué le personnage principal dans deux pièces de productions théâtrales à Montréal, Michael Mando fonde Red Barlo Productions. Son premier film, Conditionnal Affection (2010) (où Mando joue, réalise et écrit) a été officiellement sélectionné pour Fantasia, Bare Bones, ACTRA Short Films, et le nouveau Festival international du film de l'espoir.
Il fait des apparitions à la télévision, notamment dans la série policière The Bridge (2010), dans le drame médical Bloodletting and Miraculous Cures (2010), en tant que membre de la Mara Salvatrucha dans The Border (2010), et comme ami proche de l'hôtelier Kenzi (joué par Ksenia Solo) dans la série de science-fiction Lost Girl (2010).
Mando a eu des collaborations répétées avec des réalisateurs tels que John Fawcett, Érik Canuel, ainsi que le producteur David Barlow. Il décroche un des premiers rôles dans Territoires, long métrage d'Olivier Abbou (2010) et une apparition dans la série télévisée policière Jessica King (2011). Il termine également le tournage de son second film sous Red Barlo Productions, Abyss of the Mind, qui paraît au printemps de 2011.
Michael Mando joue en 2012 le rôle de l'antagoniste Vaas Montenegro dans le jeu vidéo Far Cry 3 d'Ubisoft, auquel il prête sa voix dans les versions anglaise et française. Loin de ressembler à ce que l'équipe recherchait au départ pour ce rôle, l'acteur convainc tellement par son interprétation que les développeurs décident finalement de modéliser entièrement le personnage à l'image de Michael. Avec son interprétation, il devient une référence dans le monde des méchants du jeu vidéo.
Mando tourne aux côtés de Tatiana Maslany et Jordan Gavaris sur une nouvelle série, réalisée par John Fawcett et écrite par Graeme Manson, Orphan Black, diffusée sur Space et BBC en mars 2013.
En 2014, il tourne aux côtés de Boa Kwon et Will Yun Lee dans Make Your Move (Cobu 3D) , un film americano-sud-coréen réalisé par Duane Adler. Cette même année, il obtient le rôle de Ignacio « Nacho » Varga dans la série Better Call Saul, issue du même univers que Breaking Bad  mettant en vedette l'acteur Bob Odenkirk.

## Vie personnelle
Michael Mando grandit en voulant être écrivain ou athlète. Dans la mi-vingtaine, il subit une blessure au genou et, par conséquent, décide de changer de direction. Il poursuit ses études en relations internationales à l'Université de Montréal, se prédestinant dans un premier temps à la psychologie et aux relations internationales, avant de s'orienter vers le théâtre.

## Filmographie

### Cinéma
- 2010 : My Name Is Sandy : Larry
- 2010 : Conditionnal Affection : Jack (court-métrage)
- 2010 : Territoires : Jal
- 2011 : Abyss of the Mind : Johnny H.
- 2013: The Colony: Cooper
- 2012 : Enceinte avant la fac : Javier Rodriguez
- 2017 : Spider-Man: Homecoming : Mac Gargan[9]
- 2018 : The Wall Street Project (The Hummingbird Project) : Mark Vega
- 2026 : Spider-Man: Brand New Day : Mac Gargan / Le Scorpion

### Télévision

#### Téléfilm
- 2009 : Web of Lies : Danny Wilcox

#### Séries télévisées
- 2008 : Le Dernier Templier : Necia First Mate
- 2009 : Flashpoint : Felipe
- 2010 : Lost Girl : Neville
- 2010 : The Bridge : K9
- 2010 : The Border : Marco
- 2010 : Bloodletting And Miraculous Cures : Dr. Manolas
- 2011 : Jessica King : Esteban Demarco
- 2011 : Les Bleus de Ramville : Marc-André David
- 2011 : The Killing : Agent de Police Vasquez (saison 2, épisode 8)
- 2012 : Psych : Enquêteur malgré lui : Chuey
- 2012 : The Far Cry Experience : Vaas Montenegro (série web)
- 2013 : Rookie Blue : Cesar Medina (Saison 4, épisode 4)
- 2013 : Covert Affairs : Eduardo
- 2013 : The Listener : Len Gazicki
- 2013-2014 : Orphan Black : Vic/Victor
- 2014 : La Marraine : Alvaro Pessoa
- 2015 - 2022 : Better Call Saul : Nacho Varga (en)

## Ludographie
- 2010 : Shaun White Skateboarding : Francisco Crystobal
- 2012 : Far Cry 3 : Vaas Montenegro
- 2021 : Far Cry 6 : Vaas Montenegro